# Banorte
Grupo Financiero Banorte — мексиканская финансовая группа. Основными центрами деятельности являются Мехико и Монтеррей. В списке крупнейших публичных компаний мира Forbes Global 2000 за 2021 год компания заняла 498-е место (417-е по активам, 471-е по чистой прибыли, 1047-е по рыночной капитализации и 1078-е по размеру выручки).

## История
Банк был основан в 1899 году под названием Banco Mercantil de Monterrey (Торговый банк Монтеррея) в административном центре северо-восточного штата Нуэво-Леон. К концу 1970-х годов он с 58 отделениями был 14-м крупнейшим в Мексике. В 1982 году вместе с большинством других банков страны был национализирован; это было вызвано финансовым кризисом, спровоцированным падением цен на нефть. В 1986 году был объединён с другим монтеррейским банком, Banco Regional del Norte (Северный региональный банк). Объединённый банк был назван Banco Mercantil del Norte, или Banorte для краткости. В 1992 году банк одним из последних был реприватизирован, основным акционером стал местный магнат Роберто Гонсалес Баррера (Roberto Gonzalez Barrera), владелец крупнейшего в Мексике производителя кукурузных хлопьев Gruma. Новый владелец стремился расширить как географию деятельности банка, так и спектр услуг. В 1993 году была куплена Grupo Financiero Afin, включавшая брокерскую контору; после слияния с банком она стала называться Grupo Financiero Banorte. В 1994 году экономику Мексики потряс новый кризис, но на этот раз Banorte оказался наиболее успешным банком и существенно вырос за счёт поглощения других банков, став из регионального национальным банком. В 1997 году была куплена Grupo Financiero Asemex-Banpais, кроме банка включавшая также крупнейшую страховую компанию Мексики Aseguradora Mexicana. На 1999 год Banorte был пятым крупнейшим банком страны с 467 отделениями во всех штатах Мексики. В 2000 году штаб-квартира была перенесена из Монтеррея в Мехико. В 2001 году у правительства был куплен Banco de Credito y Servicio (Bancrecer), национализированный в 1994 году; это удвоило количество отделений и увеличило размер активов на 70 %.

## Деятельность
На 2020 год сеть банка насчитывала 1193 отделения и 9387 банкоматов. На конец года активы составляли 1,79 трлн мексиканских песо ($88 млрд), из них выданные кредиты составили 811 млрд, инвестиции в ценные бумаги — 662 млрд (почти полностью гособлигации). Принятые депозиты составили 822 млрд песо. Активы под управлением составили 2,98 трлн песо ($146 млрд).
Основные дочерние структуры финансовой группы на конец 2020 года:
- Banco Mercantil del Norte, S.A. (Banorte)
- Arrendadora y Factor Banorte, S.A. de C.V.
- Almacenadora Banorte, S.A. de C.V.
- Banorte Ahorro y Previsión, S.A. de C.V.
- Casa de Bolsa Banorte, S.A. de C.V.
- Operadora de Fondos Banorte, S.A. de C.V.
- Ixe Servicios, S.A. de C.V.